# East Palo Alto
East Palo Alto és una població dels Estats Units a l'estat de Califòrnia. Segons el cens del 2000 tenia 30.506 habitants.

## Demografia
Segons el cens del 2000, East Palo Alto tenia 29.506 habitants, 6.976 habitatges, i 5.273 famílies. La densitat de població era de 4.467,6 habitants/km².
Dels 6.976 habitatges en un 47,3% hi vivien nens de menys de 18 anys, en un 48,2% hi vivien parelles casades, en un 19,8% dones solteres, i en un 24,4% no eren unitats familiars. En el 18,2% dels habitatges hi vivien persones soles el 4,5% de les quals corresponia a persones de 65 anys o més que vivien soles. El nombre mitjà de persones vivint en cada habitatge era de 4,2 i el nombre mitjà de persones que vivien en cada família era de 4,64.
Per edats la població es repartia de la següent manera: un 35% tenia menys de 18 anys, un 13,4% entre 18 i 24, un 32,6% entre 25 i 44, un 14% de 45 a 60 i un 5,1% 65 anys o més.
L'edat mediana era de 26 anys. Per cada 100 dones de 18 o més anys hi havia 107,9 homes.
La renda mediana per habitatge era de 45.006 $ i la renda mediana per família de 44.342 $. Els homes tenien una renda mediana de 26.631 $ mentre que les dones 27.044 $. La renda per capita de la població era de 13.774 $. Entorn del 13,5% de les famílies i el 16,2% de la població estaven per davall del llindar de pobresa.

## Poblacions més properes
El següent diagrama mostra les poblacions més properes.